# Parafia Niepokalanego Poczęcia Najświętszej Maryi Panny w Grotnikach
Parafia rzymskokatolicka Niepokalanego Poczęcia Najświętszej Maryi Panny w Grotnikach – należy do dekanatu aleksandrowskiego archidiecezji łódzkiej i została utworzona w 1951 roku. Parafię prowadzą misjonarze oblaci. Funkcję proboszcza pełni od 2023 o. Piotr Paśko OMI. 